# Hævd
Hævd kommer fra oldnordisk hefð, som betyder "det, man har".
Ordet bruges primært om den anerkendelse af brugsret, og i begrænset omfang ejendomsret, der skabes ved, at man over længere tid har brugt eller rådet over et fysisk aktiv, typisk fast ejendom. En forudsætning for at vinde hævd er, at brugen har været retsstridig. Brug, der baseres på aftale (eksempelvis i form af en lejeaftale, eller anden konkret aftale om brug) giver ikke brugeren hævd.
Hævd er i Danmark hjemlet i Christian V's Danske Lov 5-5-1, der på dette punkt stadig gælder. I henhold til Danske Lov vindes hævd (ordinær hævd eller brugshævd) på en råden, hvis denne vedvarende har fundet sted i mindst 20 år.
Der findes grundlæggende to forskellige former for hævd: Ejendomshævd og servituthævd. Ved ejendomshævd får den hævdende fuld ejendomsret over hele eller dele af ejendommen, hvorimod servituthævd giver den hævdende en begrænset ret til ejendommen. Servituthævd foreligger typisk i form af færdselsrettigheder over fremmed persons ejendom. Der kan ligeledes vindes ejendomshævd over fremmed persons ejendom, såfremt den retsstridige brug har fundet sted i en periode længere end 20 år. Vindes ejendomshævd fortaber ejeren sin ejendomsret til den (del af) ejendommen, som der er vundet hævd på.
Hvis den retsstridige råden er svær for den egentlige berettigede at opdage(ikke synbar), kræves at den retsstridige råden har været udøvet i alderstid, hvilket vil sige minimum 40 år.
Vunden hævd skal tinglyses for at opnå registrering, og derved beskyttelse over for senere godtroende erhververe af den ejendom, hvorover der er vundet hævd.